# Amavida (kommunhuvudort)
Amavida är en kommunhuvudort i Spanien.   Den ligger i provinsen Provincia de Ávila och regionen Kastilien och Leon, i den centrala delen av landet, 120 km väster om huvudstaden Madrid. Amavida ligger 1 176 meter över havet och antalet invånare är 190.
Terrängen runt Amavida är varierad. Runt Amavida är det glesbefolkat, med 12 invånare per kvadratkilometer. Närmaste större samhälle är Solosancho, 13,7 km öster om Amavida. Trakten runt Amavida består i huvudsak av gräsmarker.